# Hirtocoelius aureoniger
Hirtocoelius aureoniger är en stekelart som först beskrevs av Giordani Soika 1958.  Hirtocoelius aureoniger ingår i släktet Hirtocoelius och familjen Eumenidae. Inga underarter finns listade i Catalogue of Life.